# Amor paa Spil
Amor paa Spil er en dansk stum romantisk komediefilm fra 1913 produceret af Nordisk Films Kompagni og instrueret af Christian Schrøder efter manuskript af A.V. Olsen.
Filmen blev i tysktalende lande distribueret som Amor macht tolle Streiche og i fransktalende lande som Les espiègleries de l'Amour. 

## Handling
Den unge studerende Cyriel er hemmeligt forlovet med Annie, men må mødes i smug, da begges forældre vogter nøje ovre dem. Cyriel inviterer Annie til et maskebal, men Annies mor opsnapper beskeden og beslutter sig for at møde op til maskeballet for at se, hvilken fyr, der tillader sig at gøre kur til hendes datter. Hun svarer på beskeden i Annies navn, men beskeden opsnappes af Cyriels far, der også beslutter sig for at gå til maskeballet for at se, hvilket pigebarn, der forstyrrer Cyriels studier. De to forældre mødes til maskeballet og finder ud af, at de er gamle bekendte fr ungdommens dage, og de beslutter sig for at genoptage forbindelsen. De mødes på en café, hvor også Cyriel og Anna har aftalt at mødes i smug. Forældrene afsløres, og flove må de give efter for de unges ønske, og Amor kan triumfere.

## Medvirkende
- Christian Schrøder